# 190
Năm 190 là một năm trong lịch Julius. 

## Sự kiện
Viên Thiệu tuyên bố thảo phạt Đổng Trác giết vua, hiệu triệu các chư hầu nổi dậy.

## Sinh
- Mã Tốc, em trai của Mã Lương